# Żydowski Urząd Samopomocy
Żydowski Urząd Samopomocy, Centrala Pomocy dla Żydów w Generalnym Gubernatorstwie (ŻUS, niem. Jüdische Unterstüzungsstelle für das Generalgouvernement, JUS) – organizacja dobrowolnej opieki społecznej Żydów w Generalnym Gubernatorstwie. Powołana w miejsce Żydowskiej Samopomocy Społecznej, istniała od marca 1943 roku do lipca 1944.

## Historia
Pierwsze próby powołania organizacji podjęto w październiku 1942 roku, pomysł odtworzenia organizacji spotkał się jednak wówczas ze sprzeciwem niemieckich władz policyjnych. Ostatecznie Michał Weichert postanowił o wznowieniu działalności ŻSS w marcu 1943 roku, w maju tego samego roku otrzymał pismo zezwalające mu na działalność w charakterze kierownika JUS. Organizacja służyła głównie do stwarzania pozorów istnienia skupisk żydowskich w Generalnym Gubernatorstwie. Żydowski Urząd Samopomocy objął opieką 44 obozy, 24 zakłady pracy i 8 istniejących jeszcze gett. Do obozu w Płaszowie dwa razy w tygodniu dostarczano lekarstwa, materiały opatrunkowe, odzież oraz chleb i zupę (tzw. „jusową”).
Kierownik JUS, Michał Weichert, starał się poprzez Radę Główną Opiekuńczą nawiązać kontakt z żydowskim ruchem oporu. Żydowska Komisja Koordynacyjna i Rada Pomocy Żydom odrzuciły jednak złożoną przez niego propozycję współpracy. Pod koniec 1943 roku Ferdynand Arczyński przekazał Weichertowi polecenie natychmiastowej likwidacji organizacji podpisane przez Adolfa Bermana. Weichert przekazał część zasobów JUS Radzie Pomocy Żydom, a podczas kolejnego spotkania z Arczyńskim w marcu 1944 roku odmówił podporządkowania się Żydowskiej Komisji Koordynacyjnej. Krytyczne raporty na temat działalności JUS przekazywano do rządu londyńskiego.
W lipcu 1944, po otrzymaniu informacji o planowanym przeniesieniu JUS na teren obozu w Płaszowie, Weichert podjął decyzję o wstrzymaniu działalności i ukryciu się.
Według Pawła Szapiro urząd miał w niewielkim stopniu realizować cele statutowe, służąc naprawdę propagandzie niemieckiej oraz do przejmowania napływającej dla JUS pomocy. Oskarża także Weicherta o fałszowanie wysyłanych do Genewy sprawozdań o działalności organizacji.